# Albertisia crassa
Albertisia crassa är en tvåhjärtbladig växtart som beskrevs av Lewis Leonard Forman. Albertisia crassa ingår i släktet Albertisia och familjen Menispermaceae. Inga underarter finns listade i Catalogue of Life.